# Plamen Oresharski
Plamen Vasilev Oresharski  (em búlgaro:  Пламен Василев Орешарски, 21 de fevereiro de 1960) é um político búlgaro. Foi primeiro-ministro da Bulgária de 29 de maio de 2013 a 6 de agosto de 2014. Antes foi ministro das Finanças de 2005 a 2009 no governo da tríplice coalizão liderado por Sergei Stanishev.

## Primeiro-ministro
A renúncia de Boyko Borisov obrigou que fossem antecipadas as eleições para maio de 2013. As eleições foram ganhas pelo partido de direita GERB do próprio Borisov. Todavia, a perda de vinte assentos impediu a formação do governo e por isso o presidente Rosen Plevneliev mandou Oresharski formar governo como líder do segundo partido mais votado, o Burgas. Para os analistas se tratou de um governo de tecnocratas ainda que fosse liderado por um socialista; um acordo para finalizar a crise política e realizar reformas econômicas de profundidade foi acertado.
Desde antes de ser confirmada sua nomeação começaram os protestos por considerarem o governo proposto como "mafioso". A formação do governo e suas primeiras medidas exacerbaram os protestos, pela pouca luta contra a corrupção e os efeitos das medidas econômicas. No verão, os manifestantes acampados às portas de Parlamento ficaram de toalhas para protestar contra a feriados prolongados que os deputados tiveram em meio à crise econômica e social.
Em 23 de julho de 2014, Oresharski renunciou junto com seu gabinete, um pouco mais de um ano após a sua eleição. No dia seguinte o parlamento aprovou por 180 a 8 (8 abstiveram e 44 estavam ausentes) a renúncia do governo.